# Jakob Robert Steiger

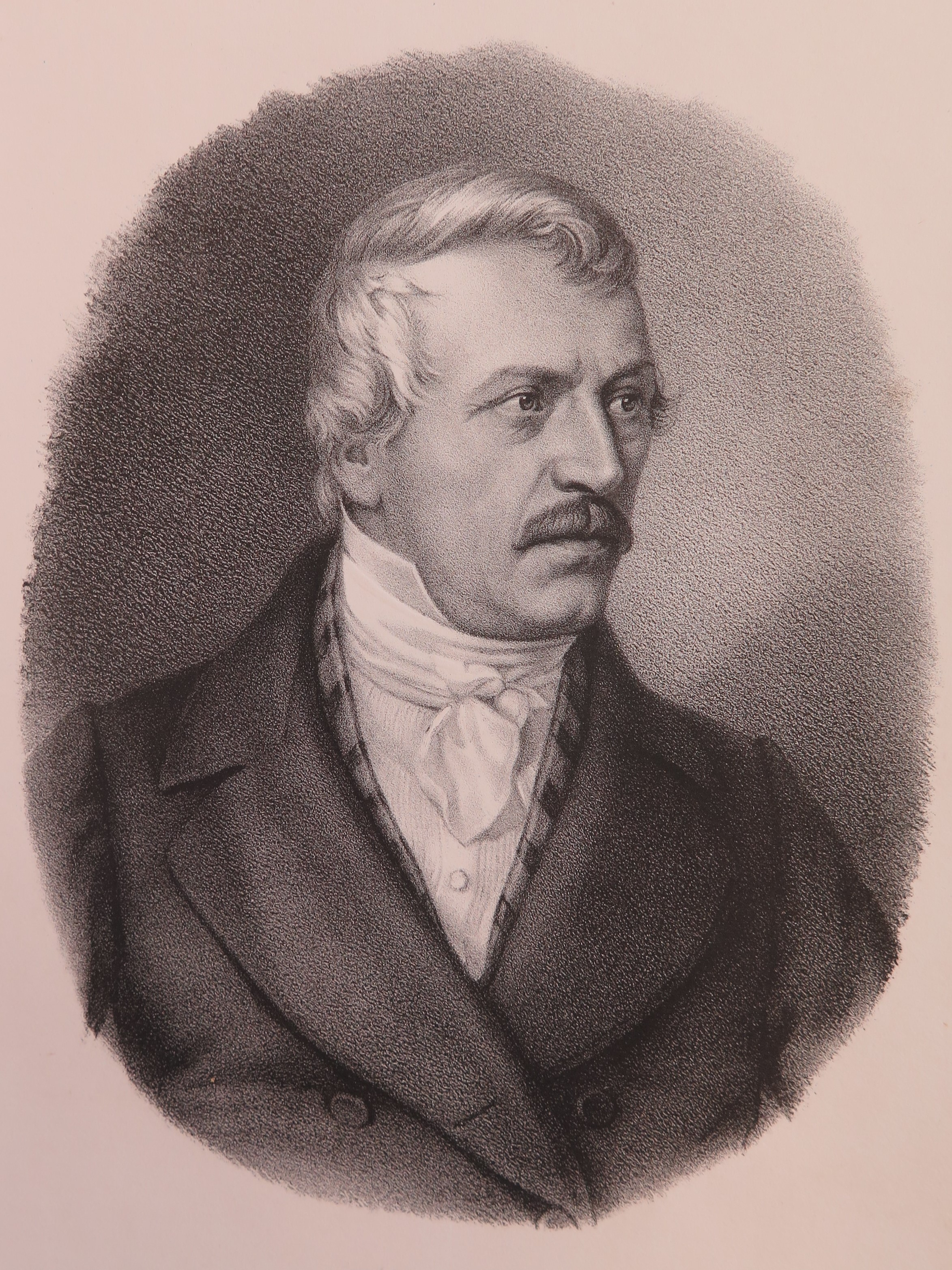
Jakob Robert Steiger

Jakob Robert Steiger (* 7. Juni 1801 in Geuensee; † 5. April 1862 in Luzern) war ein Schweizer Arzt und liberaler Politiker.

## Biografie
Steiger wurde 1801 als Sohn eines Kleinlandwirtes in Geuensee geboren. Nach einem Medizinstudium in Genf, Freiburg im Breisgau und Paris, liess er sich 1826 als Arzt in Büron und später in der Stadt Luzern nieder. Als Anhänger der Regenerationsbewegung liess er sich in den Luzerner Verfassungsrat und später in den Grossrat wählen, wo er für die radikal-freisinnigen Anliegen kämpfte. 1832 präsidierte er die Eidgenössische Cholerakommission. Nach der 1844 erfolgten Berufung der Jesuiten in Luzern beteiligte er sich an der Organisation des Ersten Freischarenzuges und wurde für sechs Wochen inhaftiert. Für seine Beteiligung am Zweiten Freischarenzug (1845) wurde er erneut eingekerkert und in einem aufsehenerregenden Prozess zum Tode verurteilt. Die Strafe wurde schliesslich in Galeerenstrafe umgewandelt. Mit Hilfe seiner Bewacher konnte er aus dem Kesselturm entfliehen und wurde in Zürich mit Jubel empfangen. Danach liess er sich in Winterthur nieder.
Nach dem Sturz der konservativen Regierung 1847 kehrte er nach Luzern zurück und erfüllte verschiedene politische Funktionen. So wirkte er als Grossrat (1847–1862) und als Regierungsrat des Polizeiwesens (1848–1852). Im Jahr 1848 kandidierte er bei den ersten Parlamentswahlen, woraufhin er bis 1852 als Nationalrat amtierte. 1848 kandidierte er ohne Erfolg als Bundesrat.
Neben seiner Tätigkeit als Politiker und Arzt wirkte Steiger auch als Botaniker. So erschien kurz vor seinem Tode ein Werk über die Flora des Kanton Luzerns.

## Werke
- Die Flora des Kantons Luzern, der Rigi und des Pilatus, nebst einer Einleitung in die Pflanzenkunde überhaupt, und erläuternden Abbildungen. Bearbeitet für das Volk und seine Lehrer. Luzern 1860
- Heidi Bossard-Borner: Feind der Luzerner Konservativen Im Blog des Schweizerischen Nationalmuseums vom 26. August 2022